# Скретница
Скретнице су постројења којима су два колосека међусобно везана и који омогућавају прелаз возила, односно возова са једног на други колосек без прекидања вожње.

## Делови скретнице
Делови скретнице су:
- предњи део или мењалица
- средњи део или међушина
- срциште

Свака скретница има:
- почетак
- средиште или математички центар
- крај

Почетак скретнице представља спој шина испред мењалице; математички центар или средиште или средина скретнице представља тачку у којој се секу осе скретничких колосека, а крај скретнице представља спој шина иза срцишта.

## Подела скретнице
Према конструкцији скретнице се деле на четири основне групе:
а) једноструке — којима се успоставља веза два колосека
б) двоструке — којима се успоставља веза три колосека
в) укрсне — којима се успоставља веза два колосека који се укрштају
г) комбиноване — које омогућавају прелазак возила са два колосека различите ширине на један комбиновани колосек

## Положај скретнице
Положај скретнице може бити:
- редован — у ком скретница мора бити постављена када преко ње не улази (излази) воз, и када се преко ње не врши маневрисање.
- правилан — када је скретница постављена за намеравану вожњу (у правац или скретање).
- исправан — када су језичци добро приљубљени уз главну шину.

## Осигуране скретнице
Осигураним скретницама сматрају се оне скретнице које се постављају и забрављују из централног места или се постављају на лицу места, а забрављују централно, односно постављају се и закључавају на лицу места. Све остале скретнице сматрају се неосигураним.

## Закон о безбедности у железничком саобраћају
Закон о безбедности у железничком саобраћају из 31. маја 2018. године прописује и скретнице.